# 石鼓 (先秦)

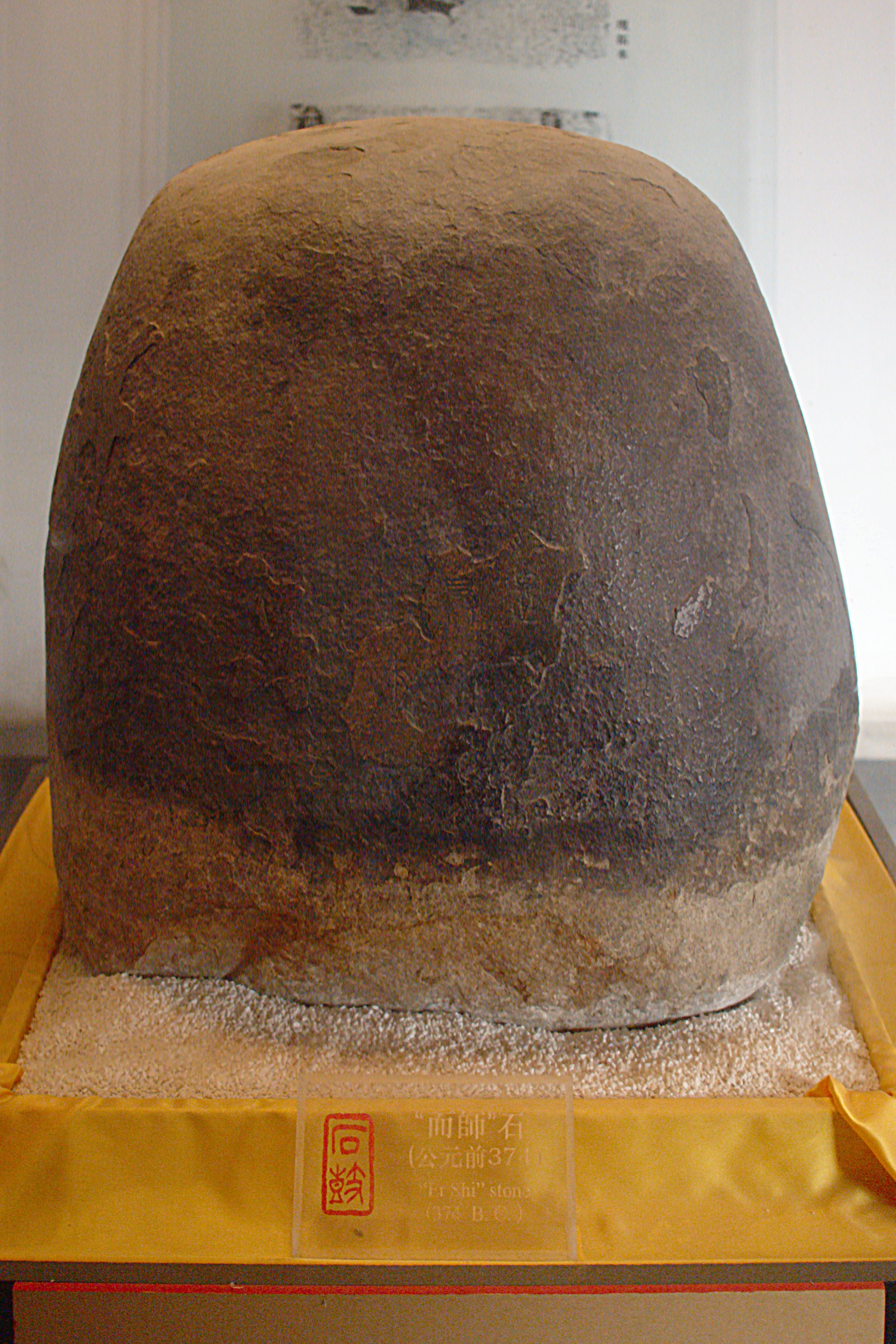
“而師”石鼓，現藏北京故宫博物院

石鼓也叫“陈仓石碣”、“岐阳石鼓”，是十座刻有文字的石墩，刻于先秦时期，627年发现于今陕西省宝鸡市的荒野，现保存在北京故宫博物院石鼓馆（位于珍宝馆内）。由于鼓身上刻凿的文字珍贵，是中国现存最早的石刻文字，历代都极受重视。根据鼓身上的文字分别命名为：乍原、而師、馬薦、吾水、吴人、吾車、汧沔、田車、鑾車、霝雨。

## 文字
石鼓的刻凿年代一直没有定论，韦应物和韩愈的《石鼓歌》认为是周宣王时期的刻石，欧阳修的《石鼓跋尾》也认为属周宣王时史籀所作。罗振玉的《石鼓文考释》认为是秦文公时物，又一說是公元6世纪的南北朝，郭沫若以为秦襄公时物，唐兰考定为秦献公叶十一年（前374年）刻。现在比较认可得说法是前故宫博物院院长马衡在《石鼓文秦刻石考》中认定石鼓刻于先秦时期，但具体年代说法不一。
十座石鼓上都刻有文字，数字不等，共700多个，现在仅存不到500个，每个字有两寸见方，当时的金石学家没有见过这种字体，后来认定这个是介于甲骨文和小篆之间的大篆，被称为石鼓文。
由于石鼓上的文字，使石鼓身价倍增，被当时得文人墨客大为赞颂。张怀瓘《书断》云：“《石鼓文》开阖古文，畅其戚锐，但折直劲迅，有如铁针而端委旁逸又婉润焉。”康有为《广艺舟双楫》谓：“《石鼓》如金钿委地，芝草团云不烦整裁自有奇采。”当时的书法家，如虞世南、褚遂良、欧阳询等都十分推崇石鼓，并亲自临摹做拓。传世墨拓善本有元代赵孟頫藏本。许多当时的文学家，如杜甫、苏轼、韩愈等，都为石鼓作诗。
张生手持石鼓文，劝我试做石鼓歌——韩愈
这些文字记录着秦统一前的历史。据唐兰的考证，石鼓上的文字是十首一组的史诗，记述了周王太史来秦宫与王出游的故事。

## 出土与收藏
唐627年，石鼓于陕西宝鸡岐山北坡的荒郊发现，此地曾是秦國旧地。它们是花岗岩质地，每个直径约1米，重约一吨。十座石鼓外形相似，上狭下宽，形似鼓，因此得名石鼓。唐朝人按它得出土地点，命名为“陈仓石碣”或“岐阳石鼓”。
石鼓被发现后一直置于荒郊，许多人去观看并临摹作拓。806年，韩愈为保护石鼓，上书朝廷请求把石鼓搬到太学府，但是没有被采纳，直到814年，郑余庆任国子祭酒（负责主管国家学术教育、文化事业）才采纳了他的建议，将石鼓移到了凤翔文庙，让它们不再遭受风雨得侵蚀。然而，石鼓“乍原”已于814年不知去向，只有九只保存在凤翔文庙。
北宋仁宗時，知鳳翔府司馬池，將石鼓置於府學門廊下，以木櫺圍起來保護。皇祐四年（1052年），金石收藏家向传师从太氏拓片见到乍原的拓片，证明此人曾收藏过乍原石鼓。但向传师赶到关中太氏的老家时，太氏全家已于一年前死于瘟疫，房屋财产全部为避瘟疫传播而烧光。向传师在关中继续查访，居然在他居住的屠户家中发现了石鼓，此时乍原石鼓已经是屠户的磨刀石，被切去了上半部分，鼓身上的字也只剩下四个。大观年间，向传师将乍原交给朝廷，运至汴梁。此時全部石鼓上可以辨认的文字只剩下432个。宋徽宗还下令用黄金填注石鼓文，以防磨损。1125年，金兵进军中原，靖康之变后，石鼓被金人运至燕京，剔去石鼓上的黄金，弃之荒野。
1300年，元朝国子教授虞集在一片淤泥中发现石鼓，后迁往文廟大成门内保存，平安经历了元明清三代。
1790年，乾隆帝作七律《再題石鼓》一首並附文，其詩文加刻於舊時鑿爲石臼的乍邍（作原）鼓口沿之上。
1936年，石鼓随第四批故宫文物南迁至上海，安置在天主堂街仁济医院库房的底层。三年后故宫博物院南京分院成立，石鼓迁往南京。一年后，石鼓随故宫文物再次起运。南迁途中，在天津和湖南酉阳两次翻车，幸好包装严密，石鼓完好无损。装箱包装前，为保护石皮不脱落，用浸湿的高丽纸敷在石鼓面上，由于高丽纸纤维长，韧性好，湿的时候摁进字口，干后固定在字口。装箱的时候包有两层棉被，四周用稻草塞紧。这都让石鼓在南迁中得到良好的保护。抗日战争胜利后石鼓迁回南京，1950年运回北京，現存放在北京故宫博物院寧壽宮石鼓館中。

## 各地文廟的石鼓
在中國各地的文廟中，一般皆擺放仿石鼓而做成的十只石鼓。
乾隆五十五年（1790年），清高宗曾經將當時先秦石鼓尚存的三百餘字重新編排成十首詩，複製兩套石鼓（各十枚），通稱「乾隆石鼓」。一套藏於北京孔廟，一套藏於熱河文廟（今藏承德避暑山庄博物館）。